# 5 000 mètres féminin aux championnats du monde d'athlétisme 2011
Navigation
Berlin 2009 Moscou 2013
L'épreuve du 5 000 mètres féminin des championnats du monde de 2011 s'est déroulée les 30 août et 2 septembre 2011 dans le Stade de Daegu en Corée du Sud. Elle est remportée par la Kényane Vivian Cheruiyot.

## Critères de qualification
Pour se qualifier pour les Championnats (minima A), il fallait avoir réalisé moins de 15 min 14 s 00 entre le 1er octobre 2010 et le 15 août 2011. Le minima B est de 15 min 25 s 00
.

## Records et performances

### Records
Les records du 5 000 m femmes (mondial, des championnats et par continent) étaient avant les championnats 2011 les suivants. 
| Record                    | Athlète           | Pays             | Temps          | Lieu               | Date            |
| ------------------------- | ----------------- | ---------------- | -------------- | ------------------ | --------------- |
| Record du monde           | Tirunesh Dibaba   | Éthiopie         | 14 min 11 s 15 | Oslo, Norvège      | 6 juin 2008     |
| Record des championnats   | Tirunesh Dibaba   | Éthiopie         | 14 min 38 s 59 | Helsinki, Finlande | 13 août 2005    |
| Record d'Afrique          | Tirunesh Dibaba   | Éthiopie         | 14 min 11 s 15 | Oslo, Norvège      | 6 juin 2008     |
| Record d'Asie             | Jiang Bo          | Chine            | 14 min 28 s 09 | Shanghai, Chine    | 23 octobre 1997 |
| Record d'Amérique du Nord | Shalane Flanagan  | États-Unis       | 14 min 44 s 80 | Walnut, États-Unis | 13 avril 2007   |
| Record d'Amérique du Sud  | Simone da Silva   | Brésil           | 15 min 18 s 85 | São Paulo, Brésil  | 20 mai 2011     |
| Record d'Europe           | Liliya Shobukhova | Russie           | 14 min 23 s 75 | Kazan, Russie      | 19 juillet 2008 |
| Record d'Océanie          | Kimberley Smith   | Nouvelle-Zélande | 14 min 45 s 93 | Rome, Italie       | 11 juillet 2008 |

### Meilleures performances de l'année 2011
Les dix athlètes les plus rapides de l'année sont, avant les championnats (au 14 août 2011), les suivants.
|    | Athlète                   | Pays     | Temps          | Date            |
| -- | ------------------------- | -------- | -------------- | --------------- |
| 1  | Vivian Jepkemoi Cheruiyot | Kenya    | 14 min 20 s 87 | 29 juillet 2011 |
| 2  | Meseret Defar             | Éthiopie | 14 min 29 s 52 | 8 juillet 2011  |
| 3  | Sentayehu Ejigu           | Éthiopie | 14 min 31 s 66 | 8 juillet 2011  |
| 4  | Linet Chepkwemoi Masai    | Kenya    | 14 min 32 s 95 | 15 mai 2011     |
| 5  | Viola Jelagat Kibiwot     | Kenya    | 14 min 34 s 86 | 15 mai 2011     |
| 6  | Mercy Cherono             | Kenya    | 14 min 35 s 13 | 8 juillet 2011  |
| 7  | Genzebe Dibaba            | Éthiopie | 14 min 37 s 56 | 9 juin 2011     |
| 8  | Meselech Melkamu          | Éthiopie | 14 min 39 s 44 | 9 juin 2011     |
| 9  | Sally Kipyego             | Kenya    | 14 min 39 s 71 | 3 juin 2011     |
| 10 | Priscah Jepleting Cherono | Kenya    | 14 min 40 s 86 | 15 mai 2011     |

## Résultats

### Finale
| Rang               | Athlète                   | Temps               |
| ------------------ | ------------------------- | ------------------- |
| Médaille d'or      | Vivian Jepkemoi Cheruiyot | 14 min 55 s 36      |
| Médaille d'argent  | Sylvia Jebiwott Kibet     | 14 min 56 s 21      |
| Médaille de bronze | Meseret Defar             | 14 min 56 s 94      |
| 4                  | Sentayehu Ejigu           | 14 min 59 s 99      |
| 5                  | Mercy Cherono             | 15 min 00 s 23      |
| 6                  | Linet Chepkwemoi Masai    | 15 min 01 s 01      |
| 7                  | Lauren Fleshman           | 15 min 09 s 25      |
| 8                  | Genzebe Dibaba            | 15 min 09 s 35      |
| 9                  | Tejitu Daba               | 15 min 14 s 62 (PB) |
| 10                 | Yelena Zadorozhnaya       | 15 min 15 s 48      |
| 11                 | Zakia Mrisho              | 15 min 18 s 81 (SB) |
| 12                 | Helen Clitheroe           | 15 min 21 s 22      |
| 13                 | Hitomi Niiya              | 15 min 41 s 67      |
| 14                 | Elizaveta Grechishnikova  | 15 min 45 s 61      |
| 15                 | Amy Hastings              | 15 min 56 s 06      |

### Séries
Qualification : les 5 premières de chaque course (Q) plus les 5 meilleurs temps (q) se qualifient pour la finale.
| Rang | Série | Athlète                   | Nationalité         | Temps          | Notes |
| ---- | ----- | ------------------------- | ------------------- | -------------- | ----- |
| 1    | 1     | Meseret Defar             | Éthiopie            | 15 min 19 s 46 | Q     |
| 2    | 1     | Mercy Cherono             | Kenya               | 15 min 20 s 01 | Q     |
| 3    | 1     | Sylvia Jebiwott Kibet     | Kenya               | 15 min 20 s 08 | Q     |
| 4    | 1     | Sentayehu Ejigu           | Éthiopie            | 15 min 20 s 13 | Q     |
| 5    | 1     | Yelena Zadorozhnaya       | Russie              | 15 min 23 s 90 | Q     |
| 6    | 1     | Amy Hastings              | États-Unis          | 15 min 29 s 49 | q     |
| 7    | 1     | Hitomi Niiya              | Japon               | 15 min 31 s 09 | q     |
| 8    | 2     | Genzebe Dibaba            | Éthiopie            | 15 min 33 s 06 | Q     |
| 9    | 2     | Tejitu Daba               | Bahreïn             | 15 min 33 s 67 | Q     |
| 10   | 2     | Linet Masai               | Kenya               | 15 min 33 s 99 | Q     |
| 11   | 2     | Lauren Fleshman           | États-Unis          | 15 min 34 s 04 | Q     |
| 12   | 2     | Vivian Cheruiyot          | Kenya               | 15 min 34 s 80 | Q     |
| 13   | 2     | Zakia Mrisho              | Tanzanie            | 15 min 35 s 37 | q, SB |
| 14   | 2     | Yelizaveta Grechishnikova | Russie              | 15 min 35 s 64 | q     |
| 15   | 1     | Helen Clitheroe           | Royaume-Uni         | 15 min 37 s 73 | q     |
| 16   | 2     | Megumi Kinukawa           | Japon               | 15 min 38 s 23 |       |
| 17   | 2     | Alemitu Bekele Degfa      | Turquie             | 15 min 38 s 25 |       |
| 18   | 1     | Kayo Sugihara             | Japon               | 15 min 41 s 78 | SB    |
| 19   | 2     | Molly Huddle              | États-Unis          | 15 min 42 s 00 |       |
| 20   | 1     | Alia Saeed Mohammed       | Émirats arabes unis | 16 min 10 s 37 |       |
| 21   | 2     | Viktoriia Poliudina       | Kirghizistan        | 16 min 32 s 68 | SB    |
| 22   | 1     | Pauline Niyongere         | Burkina Faso        | 17 min 23 s 56 | SB    |
|      | 1     | Sabine Fischer            | Suisse              | DNS            |       |

## Légende
Records et Performances
- AR : Record continental (area record)
- CR : Record des championnats (championship record)
- MR : Record du meeting (meet record)
- NR : Record national (national record)
- OR : Record olympique (olympic record)
- PR : Record paralympique (paralympic record)
- PB : Record personnel (personal best)
- SB : Meilleure performance personnelle de la saison (season's best)
- WL : Meilleure performance mondiale de l'année (world leader)
- WJR : Record du monde junior (world junior record)
- WR : Record du monde (world record)

Circonstances et Conditions
- DNF : N'a pas terminé (did not finish)
- DNS : N'a pas pris le départ (did not start)
- DQ : Disqualification (disqualification)
- NM : Aucun essai valable enregistré (No Mark)
- Q : Qualifié « directement » au prochain tour (ou à la prochaine compétition), lors d'une compétition majeure, grâce au classement ou à la réalisation des minima (automatic qualifier)
- q : Qualifié au prochain tour (ou à la prochaine compétition), lors d'une compétition majeure, grâce au repêchage ou à la réalisation de l'une des meilleures performances parmi celles des « non qualifiés directement » (grâce au meilleur temps ou à la meilleure distance par exemple) (secondary qualifier)